# Primera División de Andorra 2017-18
La Primera División de Andorra 2017-18 (en catalán: Primera Divisió de Andorra 2017-18), oficialmente y por motivos de patrocinio Lliga Multisegur Assegurances, fue la 23.ª edición del campeonato de la máxima categoría de fútbol del Principado de Andorra. Fue organizada por la Federación Andorrana de Fútbol y disputada por 8 equipos. Comenzó el 17 de septiembre de 2017 y finalizó el 13 de mayo de 2018.
El FC Santa Coloma obtuvo su undécimo título profesional después de empatar con el UE Engordany en la penúltima fecha. Alcanzó así su quinta estrella de forma consecutiva, siendo el primer club andorrano en conseguirlo. Penya Encarnada, tras quedar último en la ronda por la permanencia, perdió la categoría. 

## Ascensos y descensos
| Pos. | Descendidos de 1.ª División |
| ---- | --------------------------- |
| 7.º  | Ordino                      |
| 8.º  | Jenlai                      |

| Pos. | Ascendidos de 2.ª División |
| ---- | -------------------------- |
| 1.º  | Inter Club d'Escaldes      |
| 2.º  | Penya Encarnada            |

## Sistema de competición
El campeonato constó de dos fases:
En la fase regular, los ocho equipos se enfrentaron entre sí bajo el sistema de todos contra todos a tres ruedas, completando un total de 21 fechas. Una vez finalizada dicha instancia, los cuatro equipos con mayor cantidad de puntos participaron de la Ronda por el campeonato, mientras que los cuatro restantes disputaron la Ronda por la permanencia. Todos los clubes comenzaron su participación en esta instancia con el puntaje final obtenido en la fase regular.
Los cuatro clubes que participaron de la Ronda por el campeonato volvieron a enfrentarse entre sí, todos contra todos, a doble rueda. El equipo que acumuló más puntos entre las dos fases se consagró campeón y accedió a la primera ronda previa de la Liga de Campeones de la UEFA 2018-19. Así mismo, el subcampeón clasificó para la primera ronda previa de la Liga Europa de la UEFA 2018-19.
Por otro lado, los cuatro equipos participantes de la Ronda por la permanencia se enfrentaron entre sí, todos contra todos, a doble rueda. Aquel que logró menor puntaje a lo largo de las dos fases descendió directamente a la Segunda División, mientras que el penúltimo disputó una promoción contra el subcampeón de dicha categoría.
En todas las fases, las clasificaciones se estableció a partir de los puntos obtenidos en cada encuentro, otorgando tres por partido ganado, uno por empatado y ninguno en caso de derrota. En caso de igualdad de puntos entre dos o más equipos, se aplicó, en el mencionado orden, los siguientes criterios de desempate:
1. Mayor cantidad de puntos en los partidos entre los equipos implicados;
2. Mejor diferencia de goles en los partidos entre los equipos implicados;
3. Mayor cantidad de goles a favor en los partidos entre los equipos implicados;
4. Mejor diferencia de goles en toda la temporada;
5. Mayor cantidad de goles a favor en toda la temporada.

## Equipos participantes
| Equipo                    | Ciudad                  |
| ------------------------- | ----------------------- |
| Encamp                    | Encamp                  |
| Engordany                 | Las Escaldas-Engordany  |
| Inter Club d'Escaldes     | Las Escaldas-Engordany  |
| Lusitanos                 | Andorra la Vieja        |
| Penya Encarnada d'Andorra | Andorra la Vieja        |
| Sant Julià                | San Julián de Loria     |
| FC Santa Coloma           | Santa Coloma de Andorra |
| UE Santa Coloma           | Santa Coloma de Andorra |

| \| Parroquia \| N.º \| Equipos \| \| ---------------------- \| --- \| ---------------------------------------------------------------------- \| \| Andorra la Vieja \| 4 \| Lusitanos; Penya Encarnada d'Andorra; FC Santa Coloma; UE Santa Coloma \| \| Las Escaldas-Engordany \| 2 \| Engordany; Inter Club d'Escaldes \| \| San Julián de Loria \| 1 \| Sant Julià \| \| Encamp \| 1 \| Encamp \| |     |                                                                        |
| Parroquia | N.º | Equipos                                                                |
| Andorra la Vieja | 4   | Lusitanos; Penya Encarnada d'Andorra; FC Santa Coloma; UE Santa Coloma |
| Las Escaldas-Engordany | 2   | Engordany; Inter Club d'Escaldes                                       |
| San Julián de Loria | 1   | Sant Julià                                                             |
| Encamp | 1   | Encamp                                                                 |

## Fase regular

### Clasificación
|  |    | Equipos                   | PJ | PG | PE | PP | GF | GC  | Dif  | Pts |
|  | -- | ------------------------- | -- | -- | -- | -- | -- | --- | ---- | --- |
|  | 1. | FC Santa Coloma           | 21 | 15 | 3  | 3  | 55 | 16  | +39  | 48  |
|  | 2. | Engordany                 | 21 | 14 | 5  | 2  | 45 | 11  | +34  | 47  |
|  | 3. | Sant Julià                | 21 | 12 | 6  | 3  | 58 | 15  | +43  | 42  |
|  | 4. | Lusitanos                 | 21 | 10 | 4  | 7  | 49 | 26  | +23  | 34  |
|  | 5. | UE Santa Coloma           | 21 | 8  | 5  | 8  | 35 | 25  | +10  | 29  |
|  | 6. | Inter Club d'Escaldes     | 21 | 7  | 4  | 10 | 33 | 29  | +4   | 25  |
|  | 7. | Encamp                    | 21 | 3  | 1  | 17 | 26 | 76  | -50  | 10  |
|  | 8. | Penya Encarnada d'Andorra | 21 | 0  | 2  | 19 | 10 | 113 | -103 | 2   |

|  |

|  | Los equipos que ocupen estas posiciones al finalizar la fase regular clasificarán a la Ronda por el campeonato.  |
|  | Los equipos que ocupen estas posiciones al finalizar la fase regular clasificarán a la Ronda por la permanencia. |

#### Evolución de la clasificación
| Jornada / Equipo          | 1   | 2   | 3   | 4   | 5   | 6   | 7   | 8   | 9   | 10  | 11  | 12  | 13  | 14  | 15  | 16  | 17  | 18  | 19  | 20  | 21  |
| Jornada / Equipo          |     |     |     |     |     |     |     |     |     |     |     |     |     |     |     |     |     |     |     |     |     |
| ------------------------- | --- | --- | --- | --- | --- | --- | --- | --- | --- | --- | --- | --- | --- | --- | --- | --- | --- | --- | --- | --- | --- |
| FC Santa Coloma           | 1.° | 1.° | 1.° | 3.° | 4.° | 4.° | 3.° | 2.° | 2.° | 2.° | 1.° | 1.° | 1.° | 1.° | 1.° | 1.° | 1.° | 1.° | 2.° | 2.° | 1.° |
| Engordany                 | 4.° | 3.° | 5.° | 5.° | 2.° | 1.° | 2.° | 1.° | 1.° | 1.° | 2.° | 2.° | 2.° | 2.° | 2.° | 2.° | 2.° | 2.° | 1.° | 1.° | 2.° |
| Sant Julià                | 5.° | 4.° | 4.° | 2.° | 1.° | 3.° | 4.° | 4.° | 3.° | 3.° | 3.° | 3.° | 3.° | 3.° | 3.° | 3.° | 3.° | 3.° | 3.° | 3.° | 3.° |
| Lusitanos                 | 3.° | 5.° | 3.° | 1.° | 3.° | 2.° | 1.° | 3.° | 4.° | 4.° | 4.° | 4.° | 5.° | 5.° | 5.° | 5.° | 6.° | 5.° | 5.° | 4.° | 4.° |
| UE Santa Coloma           | 6.° | 6.° | 7.° | 6.° | 5.° | 5.° | 5.° | 5.° | 6.° | 6.° | 5.° | 5.° | 4.° | 4.° | 4.° | 4.° | 5.° | 4.° | 4.° | 5.° | 5.° |
| Inter Club d'Escaldes     | 2.° | 2.° | 2.° | 4.° | 6.° | 6.° | 6.° | 6.° | 5.° | 5.° | 6.° | 6.° | 6.° | 6.° | 6.° | 6.° | 4.° | 6.° | 6.° | 6.° | 6.° |
| Encamp                    | 7.° | 7.° | 6.° | 7.° | 7.° | 7.° | 7.° | 7.° | 7.° | 7.° | 7.° | 7.° | 7.° | 7.° | 7.° | 7.° | 7.° | 7.° | 7.° | 7.° | 7.° |
| Penya Encarnada d'Andorra | 8.° | 8.° | 8.° | 8.° | 8.° | 8.° | 8.° | 8.° | 8.° | 8.° | 8.° | 8.° | 8.° | 8.° | 8.° | 8.° | 8.° | 8.° | 8.° | 8.° | 8.° |

### Resultados
- Los horarios corresponden a la CET (Hora Central Europea) UTC+1 en horario estándar y UTC+2 en horario de verano.

#### Primera vuelta
| Encamp          | 1 - 3 | Inter Club d'Escaldes | Campo de fútbol Prada de Moles      | 17 de septiembre | 12:00 |
| Sant Julià      | 0 - 0 | Engordany             | Centro de entrenamiento de la FAF 1 | 17 de septiembre | 12:00 |
| Penya Encarnada | 0 - 6 | FC Santa Coloma       | Centro de entrenamiento de la FAF 1 | 17 de septiembre | 16:00 |
| UE Santa Coloma | 0 - 1 | Lusitanos             | Centro de entrenamiento de la FAF 1 | 17 de septiembre | 18:00 |

| FC Santa Coloma       | 1 - 0 | UE Santa Coloma | Centro de entrenamiento de la FAF 1 | 24 de septiembre | 12:00 |
| Engordany             | 2 - 0 | Encamp          | Centro de entrenamiento de la FAF 1 | 24 de septiembre | 14:00 |
| Lusitanos             | 0 - 1 | Sant Julià      | Centro de entrenamiento de la FAF 1 | 24 de septiembre | 16:00 |
| Inter Club d'Escaldes | 2 - 0 | Penya Encarnada | Centro de entrenamiento de la FAF 1 | 24 de septiembre | 18:00 |

| Encamp          | 6 - 0 | Penya Encarnada       | Campo de fútbol Prada de Moles      | 1 de octubre | 12:00 |
| Sant Julià      | 1 - 1 | FC Santa Coloma       | Centro de entrenamiento de la FAF 1 | 1 de octubre | 12:00 |
| UE Santa Coloma | 0 - 0 | Inter Club d'Escaldes | Centro de entrenamiento de la FAF 1 | 1 de octubre | 16:00 |
| Engordany       | 1 - 3 | Lusitanos             | Centro de entrenamiento de la FAF 1 | 1 de octubre | 18:00 |

| Lusitanos             | 2 - 0 | Encamp          | Centro de entrenamiento de la FAF 1 | 15 de octubre | 12:00 |
| Inter Club d'Escaldes | 2 - 4 | Sant Julià      | Centro de entrenamiento de la FAF 1 | 15 de octubre | 14:00 |
| FC Santa Coloma       | 2 - 3 | Engordany       | Centro de entrenamiento de la FAF 1 | 15 de octubre | 16:00 |
| Penya Encarnada       | 0 - 4 | UE Santa Coloma | Centro de entrenamiento de la FAF 1 | 15 de octubre | 18:00 |

| Encamp     | 3 - 6  | UE Santa Coloma       | Centre Esportiu d'Alàs              | 22 de octubre | 12:00 |
| Engordany  | 4 - 1  | Inter Club d'Escaldes | Centro de entrenamiento de la FAF 1 | 22 de octubre | 12:00 |
| Sant Julià | 18 - 0 | Penya Encarnada       | Centro de entrenamiento de la FAF 1 | 22 de octubre | 16:00 |
| Lusitanos  | 2 - 2  | FC Santa Coloma       | Centro de entrenamiento de la FAF 1 | 22 de octubre | 18:00 |

| Encamp                | 1 - 7 | FC Santa Coloma | Campo de fútbol Prada de Moles      | 29 de octubre | 12:00 |
| Inter Club d'Escaldes | 0 - 2 | Lusitanos       | Centro de entrenamiento de la FAF 1 | 29 de octubre | 12:00 |
| Penya Encarnada       | 0 - 6 | Engordany       | Centro de entrenamiento de la FAF 1 | 29 de octubre | 16:00 |
| UE Santa Coloma       | 1 - 1 | Sant Julià      | Centro de entrenamiento de la FAF 1 | 29 de octubre | 18:00 |

| FC Santa Coloma | 3 - 0  | Inter Club d'Escaldes | Centro de entrenamiento de la FAF 1 | 5 de noviembre | 12:00 |
| Lusitanos       | 12 - 1 | Penya Encarnada       | Centro de entrenamiento de la FAF 1 | 5 de noviembre | 14:00 |
| Sant Julià      | 1 - 1  | Encamp                | Centro de entrenamiento de la FAF 1 | 5 de noviembre | 16:00 |
| Engordany       | 1 - 0  | UE Santa Coloma       | Centro de entrenamiento de la FAF 1 | 5 de noviembre | 18:00 |

#### Segunda vuelta
| Engordany             | 1 - 0 | Sant Julià      | Centro de entrenamiento de la FAF 1 | 12 de noviembre | 12:00 |
| Lusitanos             | 0 - 1 | UE Santa Coloma | Centro de entrenamiento de la FAF 1 | 12 de noviembre | 14:00 |
| Inter Club d'Escaldes | 4 - 1 | Encamp          | Centro de entrenamiento de la FAF 1 | 12 de noviembre | 16:00 |
| FC Santa Coloma       | 7 - 0 | Penya Encarnada | Centro de entrenamiento de la FAF 1 | 12 de noviembre | 18:00 |

| Encamp          | 0 - 2 | Engordany             | Prada de Moles                      | 19 de noviembre | 12:00 |
| UE Santa Coloma | 0 - 2 | FC Santa Coloma       | Centro de entrenamiento de la FAF 1 | 19 de noviembre | 12:00 |
| Sant Julià      | 1 - 0 | Lusitanos             | Centro de entrenamiento de la FAF 1 | 19 de noviembre | 16:00 |
| Penya Encarnada | 0 - 8 | Inter Club d'Escaldes | Centro de entrenamiento de la FAF 1 | 19 de noviembre | 18:00 |

| Penya Encarnada       | 2 - 8 | Encamp          | Centro de entrenamiento de la FAF 1 | 26 de noviembre | 12:00 |
| Inter Club d'Escaldes | 2 - 2 | UE Santa Coloma | Centro de entrenamiento de la FAF 1 | 26 de noviembre | 14:00 |
| Lusitanos             | 0 - 3 | Engordany       | Centro de entrenamiento de la FAF 1 | 26 de noviembre | 16:00 |
| FC Santa Coloma       | 1 - 0 | Sant Julià      | Centro de entrenamiento de la FAF 1 | 26 de noviembre | 18:00 |

| Encamp          | 0 - 6 | Lusitanos             | Prada de Moles                      | 3 de diciembre | 12:00 |
| UE Santa Coloma | 7 - 1 | Penya Encarnada       | Centro de entrenamiento de la FAF 1 | 3 de diciembre | 12:00 |
| Sant Julià      | 1 - 0 | Inter Club d'Escaldes | Centro de entrenamiento de la FAF 1 | 3 de diciembre | 16:00 |
| Engordany       | 0 - 1 | FC Santa Coloma       | Centro de entrenamiento de la FAF 1 | 3 de diciembre | 18:00 |

| FC Santa Coloma       | 5 - 3 | Lusitanos  | Centro de entrenamiento de la FAF 1 | 10 de diciembre | 12:00 |
| Inter Club d'Escaldes | 1 - 1 | Engordany  | Centro de entrenamiento de la FAF 1 | 10 de diciembre | 14:00 |
| UE Santa Coloma       | 5 - 0 | Encamp     | Centro de entrenamiento de la FAF 1 | 10 de diciembre | 16:00 |
| Penya Encarnada       | 0 - 4 | Sant Julià | Centro de entrenamiento de la FAF 1 | 10 de diciembre | 18:00 |

| Sant Julià      | 2 - 3 | UE Santa Coloma       | Centro de entrenamiento de la FAF 1 | 17 de diciembre | 12:00 |
| Lusitanos       | 1 - 1 | Inter Club d'Escaldes | Centro de entrenamiento de la FAF 1 | 17 de diciembre | 14:00 |
| Engordany       | 1 - 0 | Penya Encarnada       | Centro de entrenamiento de la FAF 1 | 17 de diciembre | 16:00 |
| FC Santa Coloma | 2 - 0 | Encamp                | Centro de entrenamiento de la FAF 1 | 17 de diciembre | 18:00 |

| Encamp                | 0 - 1 | Sant Julià      | Prada de Moles                      | 28 de enero | 12:00 |
| Penya Encarnada       | 2 - 2 | Lusitanos       | Centro de entrenamiento de la FAF 1 | 28 de enero | 12:00 |
| Inter Club d'Escaldes | 0 - 2 | FC Santa Coloma | Centro de entrenamiento de la FAF 1 | 28 de enero | 16:00 |
| UE Santa Coloma       | 0 - 1 | Engordany       | Centro de entrenamiento de la FAF 1 | 28 de enero | 18:00 |

#### Tercera vuelta
| Encamp          | 0 - 2 | Inter Club d'Escaldes | Prada de Moles                      | 4 de febrero | 12:00 |
| Sant Julià      | 0 - 0 | Engordany             | Centro de entrenamiento de la FAF 1 | 4 de febrero | 12:00 |
| UE Santa Coloma | 2 - 1 | Lusitanos             |                                     | 4 de febrero | 16:00 |
| Penya Encarnada | 0 - 3 | FC Santa Coloma       |                                     | 4 de febrero | 18:00 |

| Engordany             | 11 - 1 | Encamp          | Centro de entrenamiento de la FAF 1 | 11 de febrero | 12:00 |
| FC Santa Coloma       | 2 - 0  | UE Santa Coloma | Centro de entrenamiento de la FAF 1 | 11 de febrero | 14:00 |
| Inter Club d'Escaldes | 3 - 0  | Penya Encarnada | Centro de entrenamiento de la FAF 1 | 11 de febrero | 16:00 |
| Lusitanos             | 1 - 1  | Sant Julià      | Centro de entrenamiento de la FAF 1 | 11 de febrero | 18:00 |

| Encamp          | 2 - 1 | Penya Encarnada       | Prada de Moles                      | 18 de febrero | 12:00 |
| UE Santa Coloma | 0 - 2 | Inter Club d'Escaldes | Centro de entrenamiento de la FAF 1 | 18 de febrero | 12:00 |
| Sant Julià      | 3 - 1 | FC Santa Coloma       | Centro de entrenamiento de la FAF 1 | 18 de febrero | 16:00 |
| Engordany       | 3 - 0 | Lusitanos             | Centro de entrenamiento de la FAF 1 | 18 de febrero | 18:00 |

| Lusitanos             | 3 - 0 | Encamp          | Centro de entrenamiento de la FAF 1 | 25 de febrero | 12:00 |
| Inter Club d'Escaldes | 1 - 3 | Sant Julià      | Centro de entrenamiento de la FAF 1 | 25 de febrero | 14:00 |
| FC Santa Coloma       | 1 - 1 | Engordany       | Centro de entrenamiento de la FAF 1 | 25 de febrero | 16:00 |
| Penya Encarnada       | 1 - 1 | UE Santa Coloma | Centro de entrenamiento de la FAF 1 | 25 de febrero | 18:00 |

| Encamp     | 1 - 2 | UE Santa Coloma       | Prada de Moles                      | 4 de marzo | 12:00 |
| Sant Julià | 5 - 1 | Penya Encarnada       | Centro de entrenamiento de la FAF 1 | 4 de marzo | 12:00 |
| Lusitanos  | 2 - 0 | FC Santa Coloma       | Centro de entrenamiento de la FAF 1 | 4 de marzo | 16:00 |
| Engordany  | 1 - 0 | Inter Club d'Escaldes | Centro de entrenamiento de la FAF 1 | 4 de marzo | 18:00 |

| Encamp                | 0 - 5 | FC Santa Coloma | Prada de Moles                      | 11 de marzo | 12:00 |
| Inter Club d'Escaldes | 1 - 2 | Lusitanos       | Centro de entrenamiento de la FAF 1 | 11 de marzo | 12:00 |
| UE Santa Coloma       | 0 - 2 | Sant Julià      | Centro de entrenamiento de la FAF 1 | 11 de marzo | 16:00 |
| Penya Encarnada       | 0 - 2 | Engordany       | Centro de entrenamiento de la FAF 1 | 11 de marzo | 18:00 |

| FC Santa Coloma | 1 - 0 | Inter Club d'Escaldes | Centro de entrenamiento de la FAF 1 | 18 de marzo | 12:00 |
| Engordany       | 1 - 1 | UE Santa Coloma       | Centro de entrenamiento de la FAF 1 | 18 de marzo | 14:00 |
| Lusitanos       | 6 - 1 | Penya Encarnada       | Centro de entrenamiento de la FAF 1 | 18 de marzo | 16:00 |
| Sant Julià      | 9 - 1 | Encamp                | Centro de entrenamiento de la FAF 1 | 18 de marzo | 18:00 |

## Ronda por el campeonato

### Clasificación
|  |    | Equipos             | PJ | PG | PE | PP | GF | GC | Dif | Pts |
|  | -- | ------------------- | -- | -- | -- | -- | -- | -- | --- | --- |
|  | 1. | FC Santa Coloma (C) | 27 | 18 | 4  | 5  | 62 | 21 | +42 | 58  |
|  | 2. | Engordany           | 27 | 16 | 7  | 4  | 50 | 17 | +33 | 55  |
|  | 3. | Sant Julià          | 27 | 14 | 6  | 7  | 64 | 24 | +40 | 48  |
|  | 4. | Lusitanos           | 27 | 13 | 5  | 9  | 59 | 36 | +24 | 44  |

|  | Clasificado para la ronda preliminar de la Liga de Campeones 2018-19. |
|  | Clasificado para la ronda preliminar de la Liga Europa 2018-19.       |

| (C) Campeón |

#### Evolución de la clasificación
| Jornada / Equipo | 1   | 2   | 3   | 4   | 5   | 6   |
| Jornada / Equipo |     |     |     |     |     |     |
| ---------------- | --- | --- | --- | --- | --- | --- |
| FC Santa Coloma  | 1.° | 1.° | 1.° | 1.° | 1.° | 1.° |
| Engordany        | 2.° | 2.° | 2.° | 2.° | 2.° | 2.° |
| Sant Julià       | 3.° | 3.° | 3.° | 3.° | 3.° | 3.° |
| Lusitanos        | 4.° | 4.° | 4.° | 4.° | 4.° | 4.° |

### Tabla de resultados cruzados
En las siguientes tablas se muestran los resultados a gran escala entre los participantes. Un recuadro de color rojo simboliza la victoria del club ubicado en la parte superior, uno verde, la victoria del club ubicado en la parte izquierda y uno amarillo, un empate.
- Actualizado el 8 de abril de 2018.

|                 | ENG | LUS | SJU | SFC |
| --------------- | --- | --- | --- | --- |
| Engordany       |     | 0–0 | 1–0 | 0–1 |
| Lusitanos       | 4–2 |     | 2–0 | 0–1 |
| Sant Julià      | 1–2 | 2–3 |     | 2–1 |
| FC Santa Coloma | 0–0 | 4–1 | 0–1 |     |

### Resultados
- Los horarios corresponden a la CET (Hora Central Europea) UTC+1 en horario estándar y UTC+2 en horario de verano.

#### Primera vuelta
| Lusitanos  | 0 - 1 | FC Santa Coloma | Centro de entrenamiento de la FAF 1 | 7 de abril | 20:30 |
| Sant Julià | 1 - 2 | Engordany       | Centro de entrenamiento de la FAF 1 | 8 de abril | 12:00 |

| Engordany  | 0 - 1 | FC Santa Coloma | Centro de entrenamiento de la FAF 1 | 15 de abril | 12:00 |
| Sant Julià | 2 - 3 | Lusitanos       | Centro de entrenamiento de la FAF 1 | 15 de abril | 16:00 |

| FC Santa Coloma | 0 - 1 | Sant Julià | Centro de entrenamiento de la FAF 1 | 21 de abril | 19:30 |
| Lusitanos       | 4 - 2 | Engordany  | Centro de entrenamiento de la FAF 1 | 22 de abril | 12:00 |

#### Segunda vuelta
| FC Santa Coloma | 4 - 1 | Lusitanos  | Centro de entrenamiento de la FAF 1 | 28 de abril | 20:30 |
| Engordany       | 1 - 0 | Sant Julià | Centro de entrenamiento de la FAF 1 | 29 de abril | 12:00 |

| FC Santa Coloma (C) | 0 - 0 | Engordany  | Centro de entrenamiento de la FAF 1 | 6 de mayo | 16:00 |
| Lusitanos           | 2 - 0 | Sant Julià | Centro de entrenamiento de la FAF 1 | 6 de mayo | 18:00 |

| Sant Julià | 2 - 1 | FC Santa Coloma | Estadi Comunal                      | 13 de mayo | 12:00 |
| Engordany  | 0 - 0 | Lusitanos       | Centro de entrenamiento de la FAF 1 | 13 de mayo | 12:00 |

## Ronda por la permanencia

### Clasificación
|  |    | Equipos                       | PJ | PG | PE | PP | GF | GC  | Dif  | Pts |
|  | -- | ----------------------------- | -- | -- | -- | -- | -- | --- | ---- | --- |
|  | 1. | UE Santa Coloma               | 27 | 12 | 5  | 10 | 53 | 29  | +24  | 41  |
|  | 2. | Inter Club d'Escaldes         | 27 | 10 | 5  | 12 | 45 | 43  | +2   | 35  |
|  | 3. | Encamp                        | 27 | 4  | 2  | 21 | 34 | 88  | -54  | 14  |
|  | 4. | Penya Encarnada d'Andorra (D) | 27 | 3  | 2  | 22 | 15 | 126 | -111 | 11  |

|  | Disputó una promoción por la permanencia contra el subcampeón de la Segona Divisió. |
|  | Descendido a la Segona Divisió.                                                     |

| (D) Descendido |

#### Evolución de la clasificación
| Jornada / Equipo          | 1   | 2   | 3   | 4   | 5   | 6   |
| Jornada / Equipo          |     |     |     |     |     |     |
| ------------------------- | --- | --- | --- | --- | --- | --- |
| UE Santa Coloma           | 1.° | 1.° | 1.° | 1.° | 1.° | 1.° |
| Inter Club d'Escaldes     | 2.° | 2.° | 2.° | 2.° | 2.° | 2.° |
| Encamp                    | 3.° | 3.° | 4.° | 4.° | 3.° | 3.  |
| Penya Encarnada d'Andorra | 4.° | 4.° | 3.° | 3.° | 4.° | 4.° |

### Tabla de resultados cruzados
En las siguientes tablas se muestran los resultados a gran escala entre los participantes. Un recuadro de color rojo simboliza la victoria del club ubicado en la parte superior, uno verde, la victoria del club ubicado en la parte izquierda y uno amarillo, un empate.
- Actualizado el 8 de abril de 2018.

|                       | ENC | INT | PEA | SUE |
| --------------------- | --- | --- | --- | --- |
| Encamp                |     | 2–3 | 3–0 | 0–3 |
| Inter Club d'Escaldes | 2–2 |     | 1–2 | 3–1 |
| Penya Encarnada       | 2–1 | 0–3 |     | 0–5 |
| UE Santa Coloma       | 2–0 | 7–0 | 0–1 |     |

### Resultados
- Los horarios corresponden a la CET (Hora Central Europea) UTC+1 en horario estándar y UTC+2 en horario de verano.

#### Primera vuelta
| Encamp                | 0 - 3 | UE Santa Coloma | Centro de entrenamiento de la FAF 1 | 8 de abril | 12:00 |
| Inter Club d'Escaldes | 1 - 2 | Penya Encarnada | Campo de fútbol Prada de Moles      | 8 de abril | 16:00 |

| Encamp          | 2 - 3 | Inter Club d'Escaldes | Campo de fútbol Prada de Moles      | 15 de abril | 12:00 |
| UE Santa Coloma | 0 - 1 | Penya Encarnada       | Centro de entrenamiento de la FAF 1 | 15 de abril | 18:00 |

| Inter Club d' Escaldes | 3 - 1 | UE Santa Coloma | Centro de entrenamiento de la FAF 1 | 22 de abril | 16:00 |
| Penya Encarnada        | 2 - 1 | Encamp          | Centro de entrenamiento de la FAF 1 | 22 de abril | 18:00 |

#### Segunda vuelta
| UE Santa Coloma | 2 - 0 | Encamp                | Centro de entrenamiento de la FAF 1 | 29 de abril | 16:00 |
| Penya Encarnada | 0 - 3 | Inter Club d'Escaldes | Centro de entrenamiento de la FAF 1 | 29 de abril | 18:00 |

| Penya Encarnada       | 0 - 5 | UE Santa Coloma | Centro de entrenamiento de la FAF 1 | 6 de mayo | 12:00 |
| Inter Club d'Escaldes | 2 - 2 | Encamp          | Estadi Comunal                      | 6 de mayo | 12:00 |

| UE Santa Coloma | 7 - 0 | Inter Club d'Escaldes | Centro de entrenamiento de la FAF 1 | 12 de mayo | 20:00 |
| Encamp          | 3 - 0 | Penya Encarnada       | Campo de fútbol Prada de Moles      | 13 de mayo | 12:00 |

## Promoción por la permanencia
El tercer equipo ubicado en la clasificación final de la Ronda por la permanencia Encamp disputó una serie a doble partido, uno como visitante y otro como local, ante el  Atlètic d'Escaldes subcampeón de la Segunda División. El ganador de la eliminatoria participó  de la siguiente temporada de la Primera Divisió.
| Encamp                                                                            | 2–0 | Atlètic d'Escaldes | Campo de fútbol Prada de Moles      | 17 de mayo | 20:30 |
| Atlètic d'Escaldes                                                                | 0–0 | Encamp             | Centro de entrenamiento de la FAF 1 | 24 de mayo | 20:30 |
| Encamp permaneció en la categoría tras ganar en el global por un marcador de 2-0. |     |                    |                                     |            |       |

## Goleadores
Actualizdo el 18 de marzo de 2018
| Posición | Jugador           | Club                  | Goles |
| -------- | ----------------- | --------------------- | ----- |
| 1        | Chus Sosa         | FC Santa Coloma       | 9     |
| 1        | Luigi San Nicolás | Engordany             | 9     |
| 3        | Vincent Ramaël    | Lusitanos             | 8     |
| 3        | José Aguilar      | Inter Club d'Escaldes | 8     |
| 3        | Walter Fernández  | Sant Julià            | 8     |
| 3        | Juanma Torres     | FC Santa Coloma       | 8     |
| 3        | Sebas Gómez       | Engordany             | 8     |